# Гирбову
Гирбову (рум. Gârbovu) — село у повіті Горж в Румунії. Адміністративно підпорядковане місту Турчень.
Село розташоване на відстані 220 км на захід від Бухареста, 34 км на південь від Тиргу-Жіу, 58 км на північний захід від Крайови.

## Населення
За даними перепису населення 2002 року у селі проживали 448 осіб, усі — румуни. Усі жителі села рідною мовою назвали румунську.